# ファウンデーションシリーズ
『ファウンデーションシリーズ』 (The Foundation Series) は、アメリカのSF作家アイザック・アシモフによる SF小説のシリーズ作品の総称。「ロボットシリーズ」と共にアシモフの代表作とされる。日本では創元推理文庫から発刊されたときの題名『銀河帝国の興亡』や、早川書房から発刊されたときの題名『銀河帝国興亡史』の名称でも知られる。
ファウンデーションは財団の他、土台や基礎という意味合いも持つ。

## 概要
『ファウンデーションシリーズ』は、1万2千年続いた銀河帝国の衰退後、新たな第二銀河帝国の核となるべく設立された第一ファウンデーションに関係する人間を中心に描かれた物語である。銀河系の端の惑星ターミナスに追放された銀河百科辞典編纂者の集団ファウンデーション（第一ファウンデーション）が、帝国の衰退とともに混迷の度を深める銀河系の中、降りかかる危機を乗り越えることで覇者へと成長していく。
シリーズは全7作からなる。特に1940年代に執筆され、1950年代に単行本化された第1巻から第3巻までは3部作と呼ばれている。1982年に出版された第4巻からは、ロボットシリーズや他のアシモフの旧作との融合がはかられ、アシモフの未来史としてゆるやかにまとめ上げられた。
内容は、基本的には危機に対処する人間のドラマである。辺境にいる集団が、知恵を絞り、血を流しながら危機を乗り越え、全銀河系に勢力を伸ばしていく過程を描いている。そこでは戦争もたびたび登場するが、個々の戦闘の細かい描写はなく、戦闘場面の描写自体非常に少ない。主に政治や社会の動き、それに伴う人間の活動が描かれる。また、第2巻後半では登場人物の正体について、第3巻ではある団体の位置についての謎を解くという、ミステリの要素が入っている。SFとミステリの融合はこの後、1953年に発行された『鋼鉄都市』においてより鮮明になっていく。
超小型化されて汎用化された原子力を用いた文明が、だんだん原子力を利用できなくなって衰退していくという筋書きであり、原子力を銀河文明成立の中核とする態度を貫いている。ただし危険性にも目を向けており、第1巻では、ガンマ・アンドロメダの第5惑星で、原子力技術の継承の失敗により原子力発電所の爆発事故が起こり、数百万人が死亡し、惑星の半分が廃墟となった、という記述がある。
話の前後に、銀河百科辞典第116版からの引用という形の文章が添えられることがある。これはファウンデーションが設立されて1020年後に発行されたというもので、銀河系が新しい統一国家の元、発展していることを意味している。しかしシリーズで書かれている歴史は、ファウンデーション設立のきっかけになる事態が起きてから、設立して500年が経過した頃までで、第二銀河帝国設立そのものまでは書かれていない。
3部作が1966年に設けられたヒューゴー賞のベストオールタイムシリーズ部門を受賞し、第4巻『ファウンデーションの彼方へ』が1983年のヒューゴー賞長編小説部門を受賞した。1996年には、第2巻の後半を占める中編「ザ・ミュール」が、1946年分のレトロヒューゴー賞を受賞している。
アシモフの死後、1997年から3人の現役アメリカSF作家によって『新銀河帝国興亡史』3部作が刊行されている。たまたま三人のイニシャルがBであったため「3B（スリービー）」とも呼ばれる。アシモフの作り上げた銀河帝国興亡史の世界をさらに深め、新たなファウンデーション世界を描き出した。同時に、旧作の矛盾点や設定上の不備も解消されるよう構成されている。

## 作品リスト
題名はハヤカワ文庫のもの。年代はアメリカで単行本が出版された年。
1. ファウンデーション （1951年）
2. ファウンデーション対帝国 （1952年）
3. 第二ファウンデーション （1953年）
4. ファウンデーションの彼方へ （1982年）
5. ファウンデーションと地球 （1986年）
6. ファウンデーションへの序曲 （1988年）
7. ファウンデーションの誕生 （1993年）

作中の時系列は 6 → 7 → 1 → 2 → 3 → 4 → 5 の順になる。
また、以下の3作が前史にあたり、「トランターもの」と呼ばれている。
- 宇宙の小石
- 暗黒星雲の彼方に
- 宇宙気流

新銀河帝国興亡史
1. ファウンデーションの危機（グレゴリイ・ベンフォード）
2. ファウンデーションと混沌（グレッグ・ベア）
3. ファウンデーションの勝利（デイヴィッド・ブリン）

## あらすじ
1万2千年の長きにわたり存続してきた銀河帝国も、人知れず崩壊が始まりつつあった。誰もその事実に気づかない（あるいは認めない）中、心理歴史学者のハリ・セルダンは人類の未来を数学的手法で予測する「心理歴史学」により、帝国の崩壊とその後の数万年に及ぶ暗黒時代の到来を予測し、暗黒時代の短縮とより強固な第二帝国の建設のための二つの「ファウンデーション」を設立する。
銀河系の最果ての惑星ターミナス（テルミナス）に置かれ、人類の知識の避難所とされた第一ファウンデーション。やがて周辺の惑星が文明の衰退により科学技術が失われていく中、ターミナスは優れたテクノロジーと指導者のリーダーシップとにより、それらを次々と支配下に置いていく。さらに帝国そのものの断末魔のあがきにも似た攻撃をも退けるが、内部では富と権力の集中による民主政治体制の崩壊が生じ、内乱の危険性をはらんでいく。
しかしターミナスを陥落させたのは、強大な軍事力でも内部抗争でもなく、ただひとりの人物「ミュール」であった。他者の精神に干渉する能力を持つミュータントである彼の前には、心理歴史学もファウンデーションの科学技術も無力であった。ミュールはさらに謎の第二ファウンデーションの所在地を求めて捜索を開始するが、その指導者である「第一発言者」の前に敗れ、無害化される。初めてその存在と能力の一端をのぞかせた第二ファウンデーションに対し、自らの手による銀河系支配を望むようになったターミナスは敵意を向けるが、第二ファウンデーションは再びその存在を隠すことに成功する。
創立500年後には、ターミナスは銀河系の半分を支配下に収め、もはや彼らと第二帝国との間を阻むものは考えられなかった。しかし第二ファウンデーションがまだ存在して自分達を操作していると考え、その探索に旅立った議員トレヴィズは、銀河系の未来を左右する重大な決断を求められ、そしてさらなる危機に気づくことになる。
物語はそこで時代を遡り、心理歴史学の完成とファウンデーション設立に尽力したセルダンの生涯、そして地球放棄と銀河帝国成立の真相と、その陰に存在した人類の庇護者「ロボット」との関わりが描かれていく。なお、『新銀河帝国興亡史』三部作もこの時期を舞台にしている。
そして、物語はセルダンの老いと死を描いて幕を降ろす。

## 物語の背景
時代は数万年後の未来の話で、人類は銀河系全体に進出して約2500万個の惑星に住み、人口は兆や京の単位で数えられるほどになっている。人類は銀河帝国により統治されている。
超光速航法であるハイパースペース・ジャンプを用いた宇宙船や超光速通信により、各星系の交流が保たれているが、科学や技術の進歩は停滞しており、新しいものは産み出されず、機器類の保守も困難な状態になっている。原子力（本シリーズにおける原子力とは、実在の核分裂反応とは桁違いに進歩した、往年のSFによく登場した「夢の未来エネルギー」のことである）の時代から、化石燃料を使う時代にまで逆行しているところもある。
人類が単一の惑星から発生したことは「起源問題」として話題になることはあるが、真相はわかっていない。

## キーワード
名称は早川書房版の訳に基づく。
銀河帝国
銀河系全体を統治している国家。頂点に皇帝がおり、その下に議会などがある。惑星トランターを中心に、1万2千年にわたって存続してきた。
知的生命体は人類のみだが、これはアシモフと「アスタウンディング・サイエンスフィクション」誌の編集長ジョン・W・キャンベルとの考え方の相違から生み出された。キャンベルはSF界を育てた優秀な編集者であったが、白人至上主義の人種差別主義者でもあった。また、その延長から地球人、特に北西ヨーロッパ出身の人間は異星人より優秀だとする考えを持っていた（この考えは、当時のアメリカSFの基本常識でもあった）。この考え方にユダヤ系のアシモフは否定的だったが、真っ向から反発した作品は採用されないため、逆に人間しか登場しない舞台を作ることで問題を回避した。これは心理歴史学の導入にも役に立つことになる。
心理歴史学
膨大な数の人間集団の行動を予測するための数学的手法。社会的、経済的な刺激への人間の感情や反応に一定の規則を見いだすことで、未来の人類の行動をも予測しうる。
心理歴史学による未来予測が可能かどうかは、以下の3点が重要視される。
- 個人ではなく膨大な人数の集団を扱うこと
- 人間が気体分子のようにランダムに行動すること（心理歴史学による予測について知らないまま行動していること）
- 扱う集団が人類のみで構成されていること

ファウンデーションシリーズの根幹をなす架空の理論である。名称自体は1930年代にも実際に用いられたことがあるものだが、作品で使われているものはそれとは関係ない架空のものである。アシモフは気体分子運動論をヒントに作り出しており、個々の分子の運動は予測できないが、集団の気体ということなら平均の運動は計算できるということについて、分子を人間に、気体を人間の集団に置き換えている。アシモフは後に、人間集団の行動はこのようなものではなくよりカオス的なものではないかと考えている。
銀河百科辞典（エンサイクロペディア・ギャラクティカ）
科学技術や歴史などの膨大な知識をまとめ上げたもの。現在の銀河帝国が崩壊することで起こる知識の散逸や消失を防ぎ、新しい第二銀河帝国を発足させるための助けにする、という崇高な理由で編纂が行われることになった。
百科辞典財団がターミナスに追放されて50年後の時点では資料収集や準備が済んだころで、あと5年で初版の第1巻が発行される見込みだったが、時間霊廟に現れたセルダンのホログラムにより、百科辞典自体はターミナスへの殖民のための欺瞞に過ぎなかった事が明かされた。500年後の『ファウンデーションの彼方へ』の時代ではコンピュータ化され、毎日改訂作業が行われている。
本シリーズは1000年後に復興した第二銀河帝国の住人の視点で語られており、同時期の銀河百科辞典の引用が随所に見られるが、『ファウンデーションの彼方へ』、『ファウンデーションと地球』の2作は第二銀河帝国の住人があずかり知らない領域の物語であるため、百科辞典の引用も出てこない。
第一ファウンデーション
銀河百科辞典の編纂を目的とする百科辞典財団のこと。単に「ファウンデーション」と呼ばれる。帝国への反逆集団の疑いをかけられて銀河系の端の惑星ターミナスに追放され、そこで編纂作業を継続していた。しかしセルダンの真の目的は、資源に乏しい辺境の惑星に人々を隔離する事で、彼らを否応なしにセルダン・プランのコース上に乗せる事にあった。知識の避難所としての役割を果たしており、銀河帝国が衰退していく中、高度な科学技術力を維持し続けることになる。
追放時にはスタッフや家族を合わせて10万人がいたが、50年後には100万人となる。百科辞典編纂に関わらない人間が増えてきたので市政をしいたものの、惑星ターミナスの統治権限は皇帝から任命された百科辞典編纂理事会が握っていた。しかし最初のセルダン危機に対し無力な理事会に業を煮やした初代市長ハーディンがクーデターにより権限を奪取、二つの危機を解決した。
その後、ファウンデーションの名は惑星ターミナスを主星とする星域国家の名称として継承され、国家の首長名もターミナス市長を継承することになる。初期の民主制から、一時期は市長職がインドバー家の世襲制になっていたが、ミュールによる侵略後の再建により、再び民主主義政体を取り戻す。
セルダン計画の中核組織と位置付けられていたが、隆盛と共にセルダン計画を影で支える第二ファウンデーションに対立姿勢を示すようになる。
第二ファウンデーション
セルダンにより設立されたもう一つのファウンデーションで、第一ファウンデーションと共にセルダン計画の中核を担う。
銀河系の反対側の端「星界の果て(at Star's End)」にあると伝えられていたが、その他の情報は皆無で実在に懐疑的な者もいた。ただ第一ファウンデーション側に心理歴史学者がほとんどいないことから、心理歴史学関係者を中心とする組織と推測されていた。
第一ファウンデーション存亡の危機に際して捜索が行なわれ、その後は「将来の第二帝国の支配者になるのでは?」とのおそれから捜索が行なわれる。
設立以来その存在は決して表に現れることはなかったが、予測不能な突然変異体（ミュール）の台頭に際して姿を現したことで、その実在が確認された。構成員は予想通り心理歴史学者を中核としており、さらに精神感応能力を持つ人間で構成され、互いの意思疎通に言葉をほとんど必要としない他、通常の人間の心に干渉を加えることもできる。集団の長は第一発言者と呼ばれている。
ただし、必ずしも一致団結した聖人君子の集団ではなく、遅々とした裏からの指導よりもより効率的な強権支配を望む勢力も存在する。
ハリ・セルダン
天才的な数学者。32歳のときに惑星トランターで開かれた数学者の大会に出席し、心理歴史学を発表。未来を予言する科学だと皇帝に受けとられ注目されたことで、人生が一変する。40歳で銀河帝国首相に推挙され、50歳のときに起きた事件直後に辞任する。仲間とともに心理歴史学の発展、実用化に没頭する。銀河帝国の崩壊後に続く暗黒時代を縮めるためにファウンデーションを創設する。晩年には帝国崩壊を公言したことで裁判にかけられ、追放か死かを選択することになり、追放を選択する。これにより、ファウンデーション関係者がターミナスへと送られることになった（ただしこれはセルダンが仕組んだものであり、彼自身はトランターに留まっている）。計画の開始を見届けた後、81歳で死去する。
シリーズの影の主人公であり、ファウンデーション設立までを描く第6作と第7作および『新・銀河帝国興亡史』では実際に主人公として活躍する。
セルダン計画
単に「プラン」とも言われる。新たな銀河帝国を創りだすため、ハリ・セルダンら心理歴史学者らによって立案された計画。ファウンデーションはこの計画に沿って進んでいるといわれるが、計画そのものの全容は第二ファウンデーションの構成員しか知らない。
セルダン危機
セルダン計画の重要な要素であり、心理歴史学によって計算された時期に来ることになっている、ファウンデーションを襲う危機。危機を脱するためには一つの行動を取るしかなく、それを乗り越えることでファウンデーションは発展拡張を続ける。セルダン計画の全容はわからないので、セルダン危機もいつ起こるのか、どのようなものか、解決策はなにか、といったことは第二ファウンデーションの構成員以外、誰にも正確なところは判らない。
ファウンデーションの人間によるセルダン危機への対応が、初期の物語の主軸となっている。
時間霊廟
セルダン霊廟とも言われる。惑星ターミナスに設立されている建物で、セルダン危機前後にハリ・セルダンのホログラフ映像が出現し、心理歴史学によって予測されていた現状の解説を行う。危機の前に解決策を教えることはない。
しかし、セルダンの幻影はザ・ミュール（後述）の侵略を解説できずに予言を外し、セルダンを盲信していた人々は激しく動揺した。さらにその出現のさなかにミュールの総攻撃が開始され、セルダンがミュールに敗れたことは誰の眼にも明らかとなった。
一方、そのミュールによるプランからの逸脱にもかかわらず、設立500年時のセルダンの予言が当時の状況に見事に一致していた事から、トレヴィズは滅ぼしたはずの第二ファウンデーションが存続して自分達を操作していることを確信した。
ファウンデーション暦
ファウンデーション創立をもって始まる暦法。銀河帝国創立をもって始まる銀河紀元12069年がファウンデーション紀元元年にあたり、この年にセルダンが死去している（『新・銀河帝国興亡史』の年表ではファウンデーション暦の3年になっている）。
暦法自体は銀河紀元と同じだが、トランターやいかなる既知の居住惑星の自転・公転周期にも合致していないことから、起源問題の研究者の間では、それらが伝説の人類発祥の星「地球」に由来していると考えられている。
宇宙船に太陽
銀河帝国の紋章。金メッキが施されており、太陽を表す球体と、斜めに配置された葉巻型の宇宙船という意匠が施される。旗や制服、武器、建築物などに付けられており、銀河帝国の象徴として物語に時折登場する。元々はトランターが一惑星国家に過ぎなかったころの紋章である。
ザ・ミュール
ファウンデーション歴300年頃に銀河系の歴史に現れた人物。ターミナス近郊の惑星カルガンをほとんど無血で征服し「第一市民」を名乗った。
他者の精神を読み、ダイヤルをひねるように感情を操作する能力を持つミュータント（突然変異体）で、性的不能者であることから自嘲を込めて「ミュール（ラバ。生殖能力を持たない）」と名乗っている。その能力はラバのように強力で、彼に強い殺意を持つ仇敵ですら転向させて腹心の部下にしてしまうほどである。またラバのように頑固で底意地が悪く、不幸な生い立ちゆえに人類全体を憎悪しており、銀河系征服の野望を抱く。あくまで集団としての人間社会を扱う心理歴史学は、彼のようなミュータントによる「個体の干渉」を予測することはできず、第一ファウンデーション（ターミナス）はなすすべもなくその力に屈した。
その後は第二ファウンデーションを滅ぼすべく、その探索に全力を尽くすが、第一発言者の計略にかかって隙を突かれ、精神を矯正されて心の平穏を得て、まもなく短い寿命を全うした。後世では有能な統治者でもあったと評価されている。
『ファウンデーションの彼方へ』では、彼がガイアの逸脱者であったことが明かされている。しかし、「ザ・ミュール」（『ファウンデーション対帝国』収録）では、登場人物の一人ハン・プリッチャー大尉の調査と、ミュール自身の告白により、その出身や前半生は判明しているので、内容として明らかな矛盾がある（ただし、普通の人間ではないという点と、周囲となじめず辛い思いをしていたという点は共通している）。
トランター
銀河帝国の首星。銀河系の中心部近くにあり、全体を金属のドームに覆われている。その最盛期には人口は400億を超え、皇帝をはじめ銀河帝国組織の中枢であり、膨大な知識・資料が蓄積されている銀河大学や銀河図書館等の人類文明の中核も担っていた。金属に覆われていないのは唯一、皇帝の宮殿周辺のみ。風俗の異なった数百の世界を内包しており、都市は主に地下へと伸びている。
銀河帝国の弱体化に伴い、ファウンデーションが設立されて約260年後に大学と銀河図書館を除く全域が大略奪に遭い、壊滅的な被害を受けた。
『ファウンデーションへの序曲』で、SF版マンハッタン島を思わせる詳細な情景描写がなされた。
ターミナス
銀河系の端にある惑星で、第一ファウンデーションの追放先。人類の生存に適した環境ではあるものの、他の居住惑星等から遠すぎるなどの理由で、発見後ファウンデーションの10万人が来るまで5世紀にわたって植民化されなかった。
金属を産出しないため、文明を維持するための資源を輸入に頼るしかなく、機械の小型化や省資源化が進むことになる。このことは最高水準の科学技術力を後々まで維持する下地となると共に、ファウンデーションが周辺星域との関係に関心を向けざるをえない要因となった。
創元推理文庫版『銀河帝国の興亡』では、ラテン語と英語での読み方を折衷して「テルミナス」と表記されていた。
ガイア
セイシェル星区に存在する「地球」の古代名を持つ惑星。人間を含め全ての生物・非生物が精神感応能力によって意識・記憶を共有し、一つの「超有機体（スーパーオーガニズム）」を形成している。さらにそれを銀河系全体に拡大した「ギャラクシア」の建設を目指している。ファウンデーションと同じ目的で何者かが人類の未来のために用意していたものであり、その存在は世間から隠匿されている。
名称やコンセプトはジェームズ・ラブロックのガイア理論に基づいている。『ファウンデーションの彼方へ』などの日本語ハードカバー版では原音に近い「ゲイア」と訳されていたが、その後日本でもエコロジーに関連して「ガイア」という言葉が定着したため文庫版で改められた。
熱線銃と神経鞭
熱線銃（ブラスター）は一般的な護身用武器としてたびたび登場する。神経鞭（ニューロニック・ホイップ）は、相手の痛覚神経を刺激してこの世のものとは思えない激痛を与える鎮圧用武器で、本シリーズとの繋がりを示す小道具として『ロボットと帝国』や『永遠の終り』にも登場する。
ハイパースペース・トラベル（超空間航法）
本シリーズ初め、アシモフの作品の多くに登場する超光速航法。単に「ジャンプ」と呼ばれることも多い。
『われはロボット』、『ロボットの時代』収録の短編でハイパースペース・トラベルの開発について触れられており、晩年の長編『ネメシス』ではより技術的詳細に踏み込んだ形でその開発史が語られている。
起源問題
人類発祥の惑星がどこであるかという銀河歴史学上の問題。自分達の世界こそが人類発祥の地であると主張する惑星世界は多いが、科学的な根拠の示されるケースは少なく、そもそもファウンデーションの時代においてはこの問題はほとんど顧みられていない。『ファウンデーションの彼方へ』以降の作品では、この起源問題がストーリー上の大きな焦点となる。
ロボット
『ファウンデーションの彼方へ』以降の作品では、それまでシリーズに登場しなかったロボットが、帝国やファウンデーション、ガイアの成立に大きく関わっていたことが明らかにされ、ロボット工学三原則、特に人類全体の利益を個人のそれに優先させる第零法則が物語の重要な鍵となっている。

## シリーズ出版の歴史

### 誕生
第二次世界大戦の最中である1941年8月1日、アシモフは『アスタウンディング』誌編集長ジョン・W・キャンベルの元へ向かう途中、ギルバートとサリヴァンの脚本集を読んでいた。その挿し絵からヒントを得、読破していたエドワード・ギボンの『ローマ帝国衰亡史』を参考にすることで、未来史ものの小説を構想した。
キャンベルは、ロバート・A・ハインラインがやったように未来史の概要をまとめるよう要請するが、アシモフはそのやり方になじめず、概要もないまま11日から執筆を開始した。シリーズ最初の小説となる「ファウンデーション」は同年9月4日にキャンベルに手渡され、1942年の『アスタウンディング』誌5月号に掲載された。物語の最後では問題が解決するに違いないことを読者に匂わせながらも、解決策自体はわざと明らかにしなかったこともあり、次作が依頼された。この作品は単行本化される際、第1巻の第2部「百科辞典編纂者」として収録された。
1943年には、1907年に刊行された『歴史家の世界史』24巻を借りて読んでいる。これとギボンの『ローマ帝国衰亡史』が、『ファウンデーションシリーズ』に強い影響を与えることになった。

### 発展
1944年春、アーノルド・J・トインビーの『歴史の研究』を借りて読み、影響を受けた結果生まれたのが、第5篇「死者の手」だった。しかし、歴史の趨勢を重視しすぎるその思想に疑問を抱いたアシモフは、徐々にトインビーから離れていく。この作品は単行本化される際、第2巻の前半に収録された。
1945年1月8日、キャンベルの発案により、セルダン計画を狂わせることになる。これが第6篇「ザ・ミュール」であり、2回に分けて雑誌に掲載された後、単行本では第2巻の後半に収録された。ミュールの容姿は当時アシモフが勤めていた海軍工廠の親友のものであり、ヒロインのベイタはアシモフの妻、その夫であるトランはアシモフ本人がモデルとなっている。
1947年2月2日、「今度はわかったな―」が完成する。これは第3巻の前半「ミュールによる探索」として収録される。この頃には『ファウンデーションシリーズ』を書くのに少し飽きがきており、シリーズの結末になるよう書いたものの、キャンベルが承知しなかったことで結局書き直すはめになった。

### 終息
3部作最後の話は1948年10月12日、キャンベルとの話し合いによって生まれた。アシモフから、それまで謎だった第二ファウンデーションの位置を明らかにすることを編集長のキャンベルに提案し、承服させた。
シリーズものを読む場合、話の背景や歴史、独自の単語を知らないと話に入りこめない場合がある。一つの歴史に沿うように書かれている『ファウンデーションシリーズ』では新作を書く際、それまでの歴史や説明を入れることが必要になってきた。この作業が困難になってきたことにより、「―しかもわかっていなくもある」でシリーズを最後にした。これは1949年3月29日に完成し、1949年の『アスタウンディング」誌11月号、12月号、1950年1月号と3回に分けて掲載され、第3巻の後半「ファウンデーションによる探索」として収録された。
ファウンデーションが創立してから400年足らずのところでいったん終了したシリーズは、ノーム・プレス社より1951年から1953年にかけて3巻にまとめられて単行本化された。このとき、最初の4篇をまとめた第1巻は他の巻より短かったので、新たに1篇が追加された。これが3部作の導入部となる。それまでは過去の存在としてしか描かれなかった「心理歴史学者」ハリ・セルダンがここで初めて登場した。後に版権はダブルデイ社に移行し、出版されている。
1950年代半ばから、アシモフの執筆はフィクションから科学解説や歴史等のノンフィクションへと比重が移っていった。またフィクションでも『黒後家蜘蛛の会』等の推理小説やロボットものを書いており、『ファウンデーションシリーズ」の続編が書かれることはなかった。

### 復活
しかし読者や出版社の要望は強く、1982年に『ファウンデーションの彼方へ』が出版された。これは30年前に書かれた前作「ファウンデーションによる探索」から約1世紀後を書いたもので、アメリカで話題になった。この年は親友であるアーサー・C・クラークの続編『2010年宇宙の旅』も出版されており、同じく話題になっている。
その後、ロボットものの長編小説も書かれて、他作品との融合が進む。1986年には前作の直後を描く『ファウンデーションと地球』が出版される。1988年には若い頃のハリ・セルダンを主人公にした『ファウンデーションへの序曲』が出版され、シリーズの重要な小道具である心理歴史学発展のきっかけが描かれた。
さらにその続編であり、ファウンデーション創設の道程を描いた『ファウンデーションの誕生』が1993年に出版される。これはハリ・セルダンの半生を描いており、セルダンの死を綴る銀河百科辞典からの引用をもって物語は終わる。アシモフ自身も1992年4月6日に死去しており、これが最後の長編小説となった。

## 新・銀河帝国興亡史
アシモフの死後、妻のジャネット・アシモフらの要請により、1997年から『新・銀河帝国興亡史』として新たな3部作が書かれている。作品はハリ・セルダンの半生を描いており、それ以前の歴史についても新しい解釈がなされる他、ヴォルテールとジャンヌ・ダルクの模造人格が登場する。
- ファウンデーションの危機 （1997年、グレゴリー・ベンフォード著）
- ファウンデーションと混沌 (1998年、グレッグ・ベア著）
- ファウンデーションの勝利 （1999年、デイヴィッド・ブリン著）

『新・銀河帝国興亡史』は3巻で完結するものの、最後にデイヴィッド・ブリンによってファウンデーション設立500年後の世界を描くための布石が打たれる。

## アシモフの他作品とファウンデーションシリーズとの関係
ロボットシリーズ
（『鋼鉄都市』『はだかの太陽』『夜明けのロボット』『ロボットと帝国』、およびその他の短編群）
アシモフのもうひとつの代表的シリーズである『ロボットシリーズ』は、当初『ファウンデーションシリーズ』とは全く別の世界の物語であるとされていた。しかしアシモフは『ファウンデーションの彼方へ』の執筆中に、両シリーズを一つの未来史に統合する構想を抱き、同作でロボットへの言及を行った。次作の長編第3作『夜明けのロボット』では逆に心理歴史学に言及し、その後の作品で、ロボットを排斥した地球人が再び宇宙に進出して銀河帝国を建設したという形で、両シリーズの融合が果たされている。
『永遠の終り』
タイムトラベルもの。『ファウンデーションシリーズ』に異星人が登場しない理由が示されており、『ファウンデーションの彼方に』で本作のエピソードが「伝説」として語られている。
『ネメシス』
『ファウンデーションシリーズ』の重要な小道具である超光速航法（ハイパースペース・トラベル）の開発がストーリーの柱になっており、また『ファウンデーションの誕生』でマルレイネとエリスロとのエピソードに言及している。
「焔の修道士」
（『アシモフ初期作品集1 カリストの危機』所収）
アシモフ初期の短編。「銀河系を舞台にした歴史小説」を目した『ファウンデーションシリーズ』の原型となった作品で惑星「トランター」「サンターニ」も登場している。
「地球種族」「虚数量」
（『アシモフ初期作品集2 ガニメデのクリスマス』所収）
アシモフ初期の短編。「地球種族」は当時人気作だった『レンズマンシリーズ』などの影響を受け、地球人を含め多くの異星人が登場する銀河系文明を書いた作品だったが、地球人と異星人との力関係について師キャンベルと意見の相違が起きたことから、続編「虚数量」では地球人を登場させなかった。その後、逆に地球人類しか登場しない銀河系の話を書くことを思いつき、『ファウンデーションシリーズ』が生まれることになる。また両作とも心理学における数学的手法によるアプローチが主題になっており、これが心理歴史学の原型になっている。
「袋小路」
（『アシモフ初期作品集3 母なる地球』所収）
アシモフ初期の短編。銀河帝国初期における、異星知的生命体とのコンタクト事件を描いた作品。
「緑の斑点」
（『夜来たる』所収）
アシモフ初期の短編。大型動物からバクテリアに至るまで全ての生物が、一つの意志を共有して完全に共存している生態系を持つ惑星セイブルックを訪れた人類調査隊の話。超有機体ガイアの原型になったと考えられる。

## 日本でのファウンデーションシリーズ
1968年に第1巻が中上守訳『銀河帝国衰亡史―ファウンデーション創設』として、ハヤカワSFシリーズより出版された。同じく1968年から1970年にかけて、3部作が厚木淳訳『銀河帝国の興亡』全3巻として創元推理文庫より出版された。また、1970年には第1巻が野田昌宏の訳によるジュブナイル版『滅びゆく銀河帝国』が集英社より出版されている。
第4巻『ファウンデーションの彼方へ』は1984年に岡部宏之訳で早川書房から出版されており、同年には3部作が新たに岡部訳で『銀河帝国興亡史』全3巻として出版された。以後の巻は「新・銀河帝国興亡史」3部作を含めて早川書房より出版されており、全て文庫化されている。
なお、この『ファウンデーションの彼方へ』は早川書房からの出版より先に、旺文社から出版されていた月刊科学誌『オムニ』の1983年1月号に『ファウンデーションの果てに』として厚木淳による部分訳が掲載されている。
惑星ターミナスが資源に乏しく、科学技術を発達させることで勢力を伸ばした点が、戦後の日本と同一視されることがある（『ファウンデーション』岡部宏之訳、早川書房〈ハヤカワ文庫〉、1984年、353頁、「訳者あとがき」での訳者の見解。もっとも、執筆年代からアシモフ自身の意図はなかったはずであることも記している）が、後年のターミナスが軍事力による覇権主義に転じたことへの考察はない。
眉村卓の『司政官シリーズ』の世界観は、本シリーズやトランター・ノヴェルより多大な影響を受けている。ただし、こちらは当初より異星人やロボットが登場している。
オウム真理教が、第三次世界大戦後の世界に仏法やさまざまな文明等を残すための計画「シャンバラ化計画」を仏教的ファウンデーションであるとし、ファウンデーションという言葉をアシモフの小説のように知識の避難所という意味で使用している。
2021年から2022年にかけて、創元SF文庫から刊行された三部作の新訳版（鍛治靖子翻訳）が、2023年に星雲賞海外長編部門を受賞した。

### 漫画版
ハヤカワ文庫版の岡部宏之訳を元に卯月、久間月慧太郎作画で漫画版が、サイドランチから出版されている。2巻で小説1巻『ファウンデーション』分を漫画化している。版権の問題により4巻を最後に刊行が中断している。
「テルミナス」表記の採用など、一部、創元SF文庫版の厚木淳訳の用語も使用されている。
- 『銀河帝国興亡史1 ファウンデーション』 2013年9月 ISBN 978-4990256623
- 『銀河帝国興亡史2 ファウンデーション』 2015年2月 ISBN 978-4990256647
- 『銀河帝国興亡史3 ファウンデーション対帝国』 2016年12月 ISBN 978-4990256692
- 『銀河帝国興亡史4 ファウンデーション対帝国』 2019年11月 ISBN 978-4991106408

- 銀河帝国興亡史特設サイト

## 映像化
最も早く映画化に着目した20世紀フォックスを始め、『アイ,ロボット』の監督 アレックス・プロヤスを推すワーナーなどが競争入札し、コロンビア ピクチャーズが映画化権を獲得した。監督のローランド・エメリッヒは、3部作を3Dで描く構想を語るも、2014年に権利は失効した。
次にHBOが高額で権利を取得し、ワーナー・ブラザース・テレビジョンとローランド・エメリッヒ、そしてジョナサン・ノーランの手による脚本・プロデュースでテレビ・ドラマ化が画策されるが、これもうまく行かなかった。
2017年、スカイダンス・テレビジョンの制作で3部作のテレビ・シリーズ化が開始された。製作総指揮にはデヴィッド・S・ゴイヤーとジョシュ・フリードマン。2018年4月にAppleが権利を獲得した。シーズン1は全10話で放送された。アシモフの娘であるロビンも製作に携わった。
2019年、ショーランナーにゴイヤー、パイロット版の監督にルパート・サンダースが就くと公表された。主演はリー・ペイスとジャレッド・ハリスで、それぞれ 現・銀河皇帝“ブラザー・デイ”と、“ハリ・セルダン”を演じる。11月にスタートした撮影は翌2020年6月まで行われ、Apple TV+で放送された。
2020年3月、アイルランドで行われていた大規模な撮影が、世界的に猛威を振るう新型コロナウイルスの影響で中断されたと報じられた。集会の人数などアイルランド側の制限措置によるもので、スカイダンスとAppleは一時的な中止を決定した。
6月、Apple TV+は番組ページを開設し、ティザー映像を公開。2021年の配信開始が予告された。
2021年9月24日よりシーズン1が配信された。2023年7月14日からはシーズン2が配信されている。